# Йорял

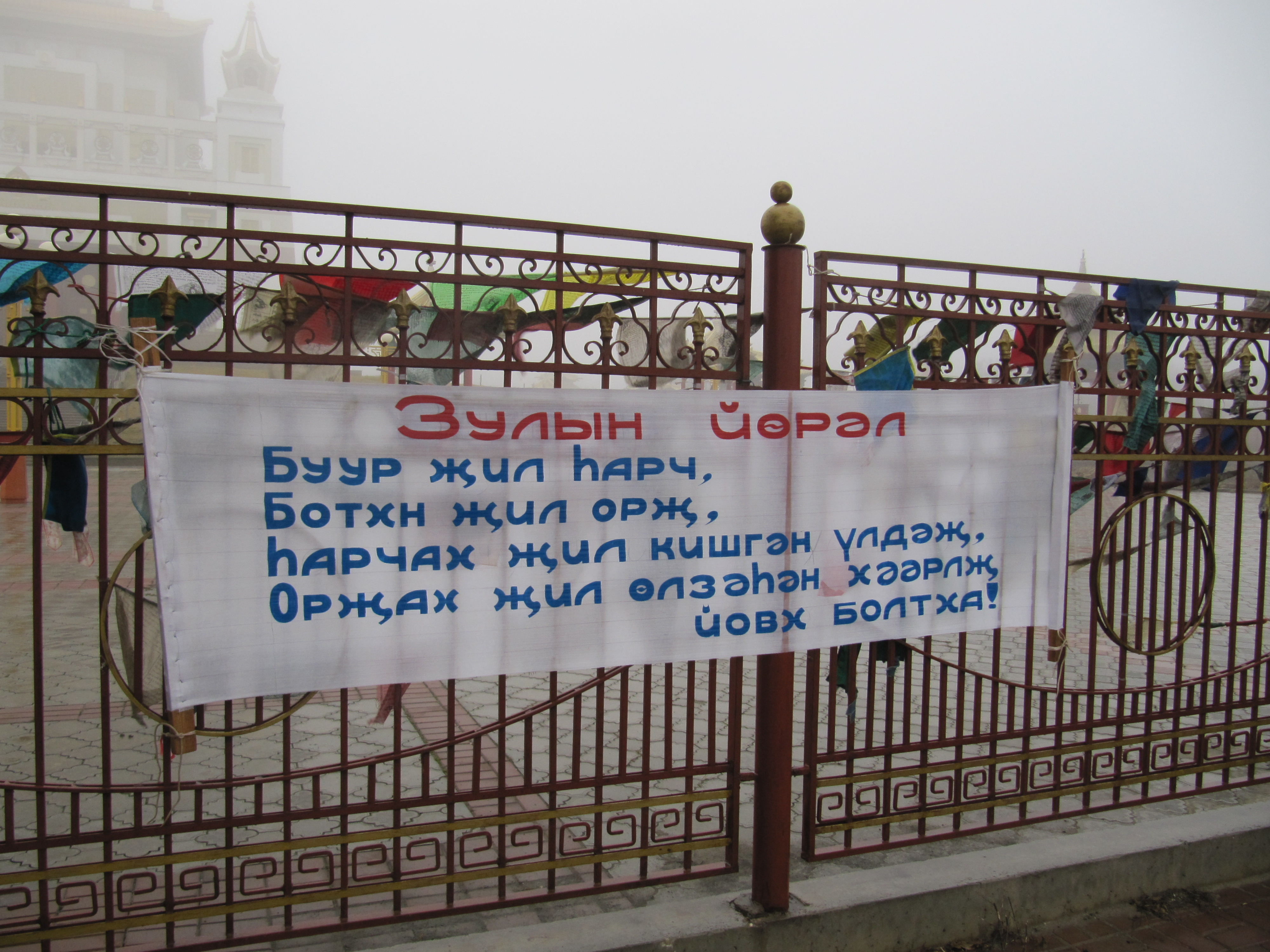
Йорял во время праздника Зул, Золотая обитель Будды Шакьямуни, Элиста, Калмыкия

Йоря́л или Йорел (калм. Йөрəл) — благопожелание, своеобразный тост в стихотворной форме, фольклорный жанр калмыцкого народного поэтического творчества. Йорялы оказали значительное влияние на развитие современной калмыцкой поэзии. Противоположностью йоряла является проклятие харал.

## Употребление
Являясь речевым жанром, йорял направляется от автора к адресату с обязательным ответом, имеющим невербальный, мимический, устный или иной благодарственный характер. Йорялы могут быть краткими или более пространными.
Тематика йорялов разнообразна. В большей своей части йорялы имеют импровизационный характер и произносятся экспромтом. В своей структуре они состоят из вступления, основной части и заключения. Существуют своеобразные специалисты по сочинению йорялов, которые называются йорялчи.
Йорялы считаются высшим даром, поэтому они произносятся по самым различным поводам, обычно их употребляют во время памятных и значительных событий калмыцкого народа или человека.
Йорялы имеют в себе и определённую религиозную составляющую. Считается, что йорялы, произносимые особенно пожилыми людьми, являются хвалой божествам и добрым духам и несут в себе мощную положительную энергетику.
В настоящее время йорялы употребляются во время важных событий человека:
- при рождении ребёнка родители приглашают уважаемых родственников, которые произносят йорял в честь новорождённого;
- в первую годовщину ребёнка родители приготавливают обильное угощение и приглашают родственников, которые произносят благопожелания;
- когда ребёнок идёт в школу, дедушки и бабушки благословляют ребёнка своими благопожеланиями;
- после окончания школы и выборе будущей профессии необходимо выслушать благопожелания стариков;
- во время выбора жениха и невесты и создания семьи;
- во время проводов в армию;
- при новоселье или во время приобретения новых ценных вещей.

Йорялы могут быть направлены и для восхваления определённых значимых лиц и событий общественной жизни. Во время советской власти йорялы часто использовались в пропаганде; в них восхвалялась правящая партия, её лидеры и советский строй.
Йорял произносился также одним из беседующих в конце другого калмыцкого поэтического жанра Кемялген.

## Примеры йорялов
Өркəн өндəлhҗ бəəх көвүнтн (Пусть молодой человек, решивший)

Ут наста, бат кишгтə болҗ, (построить семью, живёт долго и счастливо)

Авсн авальтаhан амрг иньг болҗ, (Пусть проживёт он с женою дружно)

Насн турш хамдан жирhҗ, (деля вместе горе и радости)

Кезə болвчн өркəснь утан hарч, (Пусть из трубы их дома всегда идёт густой дым)

Герəрн дүүрң үртə болҗ, (Пусть в их доме будут слышны детские голоса)

Идх-уухнь элвг болҗ, (Пусть в их доме будет полная чаша)

Маңнань тиньгр (Пусть в добром здравии)

Көгшн буурл, өвнг-эмгн болҗ (Проживут они до старости!)

Бəəлх болтха!

## В литературе
Йорялы широко представлены в творчестве калмыцких поэтов Санджи Каляева, Константина Эрендженова, Хасыра Сян-Белгина.

## Память
- В Элисте одна из улиц названа в честь Йорял.
- На территории Сити-Чесс находится скульптура под названием "Йорял".

## Источник
- История калмыцкой литературы // Дооктябрьский период. — Элиста: Калмыцкое книжное издательство, 1981. — Т. 1. — С. 94 — 110
- Ользеева С. З., Калмыцкие обычаи и традиции, Элиста, АПП "Джангар, 2003 г., стр. 53 — 59, ISBN 5-94587-105-2
- Оконов Б. Б., Родники народной мудрости, Элиста, Калмыцкое книжное издательство, 1984. 112 стр.
- Хабунова Е. Э., Добрые пожелания, от sms до традиционных йорялов